# ي
ي （ヤー, ياء）はアラビア文字の28番目に位置する文字。硬口蓋接近音 /j/ を表すほか、長母音 /iː/ や二重母音 /ai/ を表すのにも使われる。

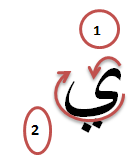
単独形の筆順

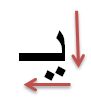
語頭形の筆順

## 概要
フェニキア文字から受け継がれた文字の一つで、ヘブライ文字の י、ギリシャ文字の Ι、ラテン文字の I に対応する。
アラビア語では動詞の未完了形の三人称単数は必ずこの文字から始まる。また、シャッダつきのこの文字を名詞の末尾に置くと、「○○の」という意味の形容詞となる（ニスバ）。

## 点無しي
アラビア語は元々弁別点を一切持たない線状の形をした文字列だったが、クルアーン朗誦で間違いを犯さないようにと後代になって文字同士を区別する弁別点や発音記号が新たに開発された。点が無いと混同の可能性が非常に高い部分には初期から弁別点の記載が義務化されたが、ي（ヤー）については単独形と語尾形はその恐れが低いとして下につく弁別点2個の付記は義務とはされず長い間元の形状である ى がそのまま使われ続け、文法的にも許容されてきた。
クルアーンの写本で語末 ي に点が無いのもそのためで、アラブ諸国では近代以降全ての位置において弁別点をつける ي（点ありヤー、الياء المنقوطة）が一般化。しかしエジプトだけは旧つづりを使い続けており出版物で今でも ى（点無しヤー、الياء غير المنقوطة）が広く用いられている。
この点無しヤーは弁別点が書かれないためアリフ・マクスーラ（ى）と同型になるが別物である。
またヤーがハムザ（ء）の台座となる時は弁別点は書かれない。アラビア語文法では一般にハムザの台はكرسيّ（クルスィー）と呼ばれるが、ハムザの台となるヤーについてはنبرة（ナブラ。ハムザ、ハムザつきアリフを指す他 ئـ / ـئـ からءを除いた点無しヤーとしての台の部分の意味で使われている例も。）という呼称が用いられることもある。
なおクルアーンでは長母音となるアリフ・マクスーラの上にはマッダ記号や短剣アリフが書かれるなどして通常のヤーと区別されるなどしており、現代アラブ世界でのフスハー文にこれらを書き足す人も見られる。

## 関連する文字
ウルドゥー文字では、ي の語末形が音によって分かれる。なお語頭・語中では同形で、ともに点がつけられる。
- ی (U+06CC) は、子音 /j/、母音 /iː/、または /aː/ を表す。
- ے (U+06D2) は、母音 /e/ または /ai/ を表す。

ウイグル語では、以下のような文字が使われる。
- ى (U+0649) は、母音 /i/ または /ɨ/ を表す。
- ي (U+064A) は、子音 /j/ を表す。
- ې (U+06D0) は、母音 /e/ を表す。

## 符号位置
| 文字 | Unicode | JIS X 0213 | 文字参照        | 名称             |
| ---- | ------- | ---------- | --------------- | ---------------- |
| ي    | U+064A  | ‐          | &#x64A; &#1610; | ヤー             |
| ئ    | U+0626  | -          | &#x626; &#1574; | ハムザつきのヤー |